# Забравеният език
Забравеният език: Въведение в разбирането на сънищата, приказките и митовете (на английски: Forgotten language; an introduction to the understanding of dreams, fairy tales, and myths) е книга от 1951 г. на немския психоаналитик Ерих Фром. На български език е издадена за първи път от издателство Захарий Стоянов през 2004 г., а също така през 2006 заедно с Любов, сексуалност и матриархат: За половете като част от Том II на събраните съчинения на Ерих Фром. В книгата се разглежда историята на тълкуването на сънищата, както и идеите на Фройд относно съня. В нея Ерих Фром развива собствена теория за тълкуването на сънища. Той различава три вида символи, чрез които могат да се тълкуват сънищата: условни, случайни и универсални.
Условният символ е най-ясен. Например, когато чуем маса всички разбираме за какъв предмет става въпрос. Реално няма никаква връзката между символа „маса“ и предметът маса, а ние разбираме за това, кое е маса само поради договорката, че този предмет, на който ядем ще се нарича така.
В противоположност на условния символ е случайният:
| “ | „Да допуснем, че някакъв човек преживява печален инцидент в определен голям град. Когато впоследствие той чуе името на този град, той лесно ще свърже името с неприятно настроение, точно както би го свързал с радостно усещане, ако преживяването в града беше приятно. Съвсем очевидно в самата същност на града няма нищо, което да е или тъжно, или весело...случайният символ не може да бъде споделян от още някого, с изключение на случаите, в които аз и той имаме връзка със събитията, свързани със символа. | ” |

Универсалният символ се отнася, както се вижда до универсалността на това, което е сънувано. Тоест универсални символи са например „водата“, „огънят“, „слънцето“. При него също има връзка, както при случайния символ, между символа и символизираното от него. Той се нарича така, защото е „единственият, при който връзката символ и символизирано не е случайна, а е вътрешно присъща на самия символ“. Универсалният символ, все пак има малко зависимост спрямо това, къде живеят хората. Например „слънцето“ като символ може да има облагородяващ, даряващ живот и топлина характер за хората, които живеят в северните ширини на планетата, но за тези, живеещи в пустинята и по-южните ширини този универсален символ може да има значение на смърт, отнемане на живота, разруха и така нататък.

## Книгата
- Ерих Фром, Забравеният език, издателство „Захарий Стоянов“, 2004, ISBN 954-739-463-0
- Забравеният език. Любов, сексуалност и матриархат: За половете, том II, издателство „Захарий Стоянов“, 2006, ISBN 954-739-855-5